# Copa FGF
De Copa FGF is de staatsbeker voor voetbalclubs uit de Braziliaanse staat Rio Grande do Sul. De competitie wordt georganiseerd door de FGF en wordt gespeeld in het tweede deel van het jaar na de staatscompetitie. Clubs uit de drie hoogste divisies kunnen deelnemen, indien een club al actief is in de nationale reeksen spelen ze meestal met hun tweede elftal. De competitie wordt gewaardeerd door de clubs omdat Internacional en Grêmio, die er op nationaal niveau zo bovenuit steken, niet met hun eerste elftal deelnemen waardoor kleinere clubs ook eens kans hebben om de titel te winnen. Vanaf 2007 heeft de competitie bijna ieder jaar ook een alternatieve naam die verwijst naar een persoon die wat betekent heeft voor het voetbal in Rio Grande do Sul.
De winnaar mag deelnemen aan de Copa do Brasil van het daaropvolgende jaar en sinds 2013 ook aan de Super Copa Gaúcha, waardoor ze kans maken om zich ook te kwalificeren voor de Série D.

## Winnaars
- 2004 -  Esportivo
- 2005 -  Novo Hamburgo
- 2006 -  Grêmio
- 2007 -  Caxias
- 2008 -  Pelotas
- 2009 -  Internacional
- 2010 -  Internacional
- 2011 -  Juventude
- 2012 -  Juventude
- 2013 -  Novo Hamburgo
- 2014 -  Lajeadense
- 2015 -  Lajeadense
- 2016 - Niet gespeeld
- 2017 -  São José
- 2018 -  Avenida
- 2019 -  Pelotas
- 2020 -  Santa Cruz
- 2021 -  Glória
- 2022 -  São Luiz
- 2023 -  São Luiz
- 2024 -  São José